# Masdevallia picea
Masdevallia picea är en orkidéart som beskrevs av Carlyle August Luer. Masdevallia picea ingår i släktet Masdevallia och familjen orkidéer.
Artens utbredningsområde är Peru. Inga underarter finns listade i Catalogue of Life.